# بأي ذنب رحلت
بأي ذنب رحلت؟ رواية من تأليف الكاتب المغربي محمد المعزوز. صدرت الرواية لأوّل مرة في العام 2018 عن المركز الثقافي للكتاب النشر والتوزيع في الدار البيضاء. ودخلت في القائمة النهائية «القصيرة» للجائزة العالمية للرواية العربية لعام 2019، المعروفة باسم «جائزة بوكر العربية».

## حول الرواية
يروي الكاتب المغربي «محمد المعزوز» في هذه الرواية حكاية «رحيل» التي عزمت على أن تقاوم غبش الأيام لتمارس حريتها عبر الموسيقى، كما مارستها أمها عبر الرسم والتشكيل. غير أن أمها مارست حريتها بإقدامها على الانتحار وترك ابنتها صبية، على خلاف رحيل التي اختارت أن تكون حرة بالعزف والغناء لزرع آخر حبة أمل. الرواية دعوة عودة إلى الفلسفة والخير والجمال لمقاومة القبح وتشوه إنسانية الإنسان.

## المؤلف
مؤلف الرواية هو الكاتب والباحث المغربي محمد المعزوز، وُلد سنة 1959م في وجدة، حصل سنة 1991م على دكتوراه في الأنثروبولوجيا السياسية من جامعة السوربون، وعلى دكتوراه في الفكر العربي (فلسفة عامة) من جامعة محمد الخامس بالرباط سنة 1999م، له مجموعة من الأبحاث في مجال الأنثروبولوجيا السياسية، بالإضافة إلى أعمال أخرى في الحقل الفلسفي والأدبي، وقد حصلت روايته الأولى "رفيف الفصول" على جائزة المغرب للكتاب في عام 2007م.

## ثيمة الرواية
حظت الرواية بثيماتٍ متعددةٍ ومتكاثفةٍ ساهمت في نسج خيوط قصّتها، حيث تجمع بين الفلسفة والتاريخ والفن التشكيلي وعلم الجمال، والموسيقى والغناء، وتمزج بين هذه الثيمات في ما يشبه كوكتيلاً يمثل الثيمة الرئيسة للرواية. وتحاول الرواية الانغماس في أغوار الشخصيات العربية والفرنسية، والفصح عن دواخلها والوشي بأسرارها العميقة، داخل حبكة درامية رصينة.

## الشخصيات والعلاقة بينها
توسّل الكاتب محمد المعزوز بشخصيات مثقّفة تمثل النّخبة من كلا المجتمع المغربي والمجتمع الفرنسي، في محاولة للتعبير عن إشكالياتها الوجودية، وكذا رصد اختلالات القيم التي أضحت تهدّد المجتمع المغربي اليوم، بعدما أصبحت تغرق فيها المجتمعات الغربية منذ زمن بعيدٍ، بالإضافة إلى ملامسة التحولات السلبية التي أصبح يعرفها العالم منذ ستينيات القرن المنصرم، وذلك بواسطة شخصيات الرواية:
● عبد الله : وهو خبّاز يعمل في مخبزة بمدينة وجدة، ذو شخصية انطوائيةٍ ومتكتّمةٍ يلفّها الكثير من الغموض، كان منهمكاً بدراسة الفلسفة في باريس، حيث كان متزوجاً ب"راشيل"، قبل أن يعود إلى مدينة وجدة ليعمل خبازاً.
● راشيل : وهي رسّامة فرنسية، كانت متزوجة من عبد الله، وهي شخصية مضطربةٌ ومتسرّعة، ترى في المؤسسة الزوجية والإنجاب أكذوبة وخطأ كبيراً اقترفته.
● راحيل : هي ابنة عبدالله و راشيل، وهي ذات ماضٍ مُبهمٍ، تجلبها أمها معها من باريس إلى وجدة، وهي عازفةٌ موسيقية ومغنيةٌ، تقع في حبّ خالد المناضل والمقاوم السياسي ويتزوّجان.
● خالد : هو زوج راحيل، وهو مقاوم ومناضل سياسي، معروفٌ بدعمه الكبير للمقاومة الفلسطينية وجمع التبرعّات لها.
● عيشة : هي متسوّلة تخطف طفلة صغيرة من والدتها، كانت شديدة التردّد على حلقات الذكر التي يغشى عليها فيها، ومولوعة بكلمات عبد القادر الجيلاني، ونصوص الحلاج وابن عربي.
● زينب : هي امرأة مُسنّة تُعاني من داء السل، و تلتقي بالطفلة في دار الأيتام وتعلّمها العزف والغناء.
● شخصيات جانبية : وهي شخصيات ثانوية ليس لها دور في الأحداث، وتمدّ الرواية بقصص جانبية منها؛ وليد وجيهان، رؤوف السياسي (الذي يمثل الانتهازية)، وعبد العزيز الوجدي، وشخصية جان دارك...

## ملخص الرواية
رواية بأي ذنب رحلت للكاتب محمد المعزوز تسرد مأساة عبد الله، الفيلسوف المنطوي، الذي فقد زوجته الفنانة الفرنسية راشيل بالانتحار، وابنته راحيل التي اختُطفت في طفولتها. تتابع الأحداث عبر تقنيات الاسترجاع لتكشف عن مسيرة راحيل، التي تربت باسم "رابعة" على يد متسوّلة تدعى "عائشة"، قبل أن تودعها إلى دار الأيتام حيث ستلتقي بالسيدة زينب التي ستعلّمها العزف والغناء، وتُصبح موسيقية تُصارع أقدارها بين حب خالد المناضل السياسي ووفائها لتراث والدتها المتمثل في لوحة فنية. في نهاية مأساوية، تكتشف راحيل هويتها الحقيقية وتموت على المسرح أثناء عزفها، ليواجه عبد الله الحقيقة المفجعة ويختتم الرواية متسائلاً:«ماذا يختبئ بعد وراء الستار؟».

## الآراء والنقد
جاء على لسان كاتب الرواية محمد المعزوز في ما يخصّ روايته التي وصلت إلى القائمة القصيرة من جائزة البوكر العربية، حيث علّق مُعتبراً كتابته الروائية: "هي انفلاتٌ وجداني ودوي داخلي تتصادم فيه الرؤى والتجارب الإنسانية دون أن تكون مشروطة بما يرغب فيه الآخر، بمعنى أن الكتابة لحظة فوق طلب القارئ أو تجاوز مشاكس لأفق انتظاره".
وقد علّق الناقد أحمد العربي عن هذه الرواية، لصحيفة آفاق حرة قائلاً: "نحن أمام رواية مشغولةٍ بنفسٍ واحد هو نفس الراوي، ونظرته الفلسفية للحياة والوجود، متشبّع بأفكار الوجودية... هنا معركة الإنسان في الوجود، هذه التي يجب أن يخوضها، وينتصر فيها".

## اقتباسات
« النّسيان أقسى من الموت.. لأنه يجعلنا لا نستمع إلا إلى صوت الحاضر وإلى ذاته، فيشلّنا في العدم، بالرغم من اعتقادنا أنّنا نحيا بالتذكّر ونتذكّر، ونعبر الطريق والزمن »
« الموت... لماذا نرتبك أو نكتئب لحضوره؟ أ لأنه الأفق المغلق الذي يسلب الجسد الرغبة و اللذة؟! »